# Breb, Maramureș

Breb pe Harta Iosefină, 1784

Breb este un sat în comuna Ocna Șugatag din județul Maramureș, Transilvania, România.

## Etimologie
Numele satului vine de la Breb, un animal de apa (castorul european), care traia in Breboaia, raul ce traverseaza satul. Referitor la denumirea comunei, Ocna Sugatag, descoperirile arheologice (ciocane de piatra, dalti, alte unelte) atesta ca populatia acestei zone exploata sarea inca din epoca de piatra. Etimologia numelui localității: din n. top. Valea Brebilor > Breb (< s. breb „castor " < sl. bebrŭ). 

## Demografie
La recensământul din 2011, populația era de 1.098 locuitori, majoritari fiind cei de etnie română.

## Monument istoric
- Biserica de lemn „Sfinții Arhangheli” (sec. XVI-XVII).
- Casa parohială ortodoxă, construită în secolul XVII, în apropierea bisericii din sec. XVI.

## Arii naturale protejate
- Lacul Morărenilor  (rezervație naturală, Legea 5/2000);
- Tăurile Chendroaiei
- Gutâi - Creasta Cocoșului (sit de importanță comunitară desemnat prin OMMDD Nr.1964 din 13 decembrie 2007, ca parte integrantă a rețelei ecologice europene Natura 2000 în România).[3]

## Istoric
Satul este atestat documentar, sub numele actual de Breb, în 1715. La 20 martie 1360 (Hódpatakfalwa).  este menționat sub numele de Vallis Olahalis sau Hodpataka, care s-ar traduce prin „satul pârâului cu brebi” (brebul fiind un animal european înrudit cu castorii din America).
Satul Breb se află în partea central-nordică a depresiunii Maramureș, în partea superioară a bazinului râului Mara pe piemontul nordic al masivului Gutâi, la 25 km de Sighetu Marmației și la 52 km de capitala de județ Baia Mare. Împreună cu Hoteni Și Sat Șugatag, satul Breb aparține de comuna Ocna Șugatag de care îl despart 7 km. Hotarul satului este destul de întins, el se învecinează cu 5 localități: Budești, Sârbi, Ocna Șugatag, Hoteni, Mara și un sat din zona Chioarului numit Șurdești. Brebul are 3490 ha,iar teritoriul satului este străbătut de o rețea hidrografică bogată. În toponimia  locală principalele cursuri de apă care izvorăsc din munții Gutâi și se varsă în Mara, sunt cunoscute sub următoarele denumiri: Valea Breboaia, Valea Mare, Valea Sunătoare și Valea Caselor. Împrejurimile uimesc prin vegetația lor bogată și prin mulțimea florilor sălbatice. Din anul 1715 satul este cunoscut sub numele actual de Breb. La 20 martie 1360 este menționat sub numele de Vallis Olahalis sau Hódpatak, care s-ar traduce respectiv prin valea românească sau pârâul brebilor. În anul 1359 mai mult de jumătate din teritoriul Maramureșului era încredințat prin diplome, cu drept cnezial sau nobiliar, unor familii de boieri locali. Aceste diplome (acte regale prin care se recunoștea stăpânirea pământului, cu titlu nobiliar) erau acordate cnejilor care se deosebiseră în luptele cu voievodul Bogdan al Moldovei. Referitor la satul Breb, pe tot parcursul secolului al XV-lea diplomele regilor printre care cele a lui Ladislau sau Vladislav consemnează domnia satelor Brebul și Copaciu, lui Petru Ghergheș din Sarasău, care intrase în conflict (chiar armat) cu Nan Pop din Giulești. Acesta ocupase o parte din moșiile celor două sate. Ambele parți au fost citate în prezența personală a regelui.

## Populația
Urmele de locuire rare la începuturi, capătă consistență pe măsura avansării în timp, atestăriile documentare înmulțindu-se. În jurul anului 1600 existau în jur de 180-200 de locuitori, iar în prima decadă a secolului al XIX-lea la Breb trăiau 700 de suflete. În anul 1912, în rândul celor 1670 de locuitori apar pe lângă români și evrei, iar la 1930 compoziția etnică era următoare: 1530 de români, 159 de evrei și un rus. În ceea ce privește structura confesională, în același an 1930 greco-catolicii, în număr de 1526 erau majoritari, fiind urmați de cei 159 de mozaici, 3 ortodocși și 2 baptiști. În sat s-au mai păstrat instituții importante cu valoare istorică: biserica din lemn, construită probabil în anul 1531, cu modificări majore în secolele XVIII-XIX și fosta școală confesională greco-catolică. Odată cu apariția regimului comunist, o mare parte din populație s-a convertit la ortodoxism, aceștia fiind majoritari și în ziua de azi.

## Turism
În ultimul deceniu, satul Breb a atras un număr mare de turiști datorită tradițiilor încă prezente, a zonei geografice în care este plasat, dar și a localnicilor primitori. Acesta a devenit unul dintre cele mai vizitate sate din Maramureș. Breb este unul dintre localitățile în care portul popular este încă prezent și promovat de la mic la mare. Turiștii sunt invitați să ia parte atât la tradițiile din preajma sărbătorilor, dar și la activitățile obișnuite ale țăranilor. Aceștia au șansa de a proba portul popular, de a face plimbări cu căruța/sania trasă de cai și la serile cu muzică în compania instrumentiștilor. Localitatea se află la 21 de kilometri de pârtiile de la Cavnic, 25 de kilometri de Mânăstirea Bârsana, la 7 kilometri de statiunea balneră din Ocna Șugatag. În prezent există peste 30 locații de cazare, numărul acestora fiind în continuă creștere. Mediatizarea masivă din ultima perioadă i-a format satului uun renume existent la nivel internațional.

## Obietive turistice
- Biserica ortodoxă Sfânta Treime (1981);

- Biserica ortodoxă din lemn "Sf. Arhangheli Mihail și Gavril" , monument istoric național, construită în secolul XIV;
- Casele de lemn, printre care și proprietatea regelui Charles al-III-lea;
- Rezervația Naturală Creasta Cocoșului ;
- Meșterii populari din localitate, printre care sculptorul Petru Pop Nița și Ioan Petric;
- Datinile și obiceiurile practicate de-a lungul anului.
- Rămășițe ale cimitirului evreiesc.

### Personalități
- Vasile Chira, filosof, teolog, dramaturg, eseist, poet și prozator. Solistul grupului folcloric „Dacii liberi” din Maramureș;
- Petru Nița Pop, sculptor, premiat la nivel european și internațional;
- William Bleacker, autor al cărții "Along the Enchanted Way", care vorbește despre trăirile sale în nordul Transilvaniei.

## Legături externe
- Prințul Charles și casele de lemn din Breb - teofil-ivanciuc.weebly.com Arhivat în 24 septembrie 2013, la Wayback Machine.
- Ce se poate vedea în Breb, specific local - www.i-tour.ro
- Patrimoniul Natural Creasta Cocoșului- https://www.ecomaramures.com/descopera-zona/2-1-patrimoniul-natural/creasta-cocosului/

## Galerie de imagini

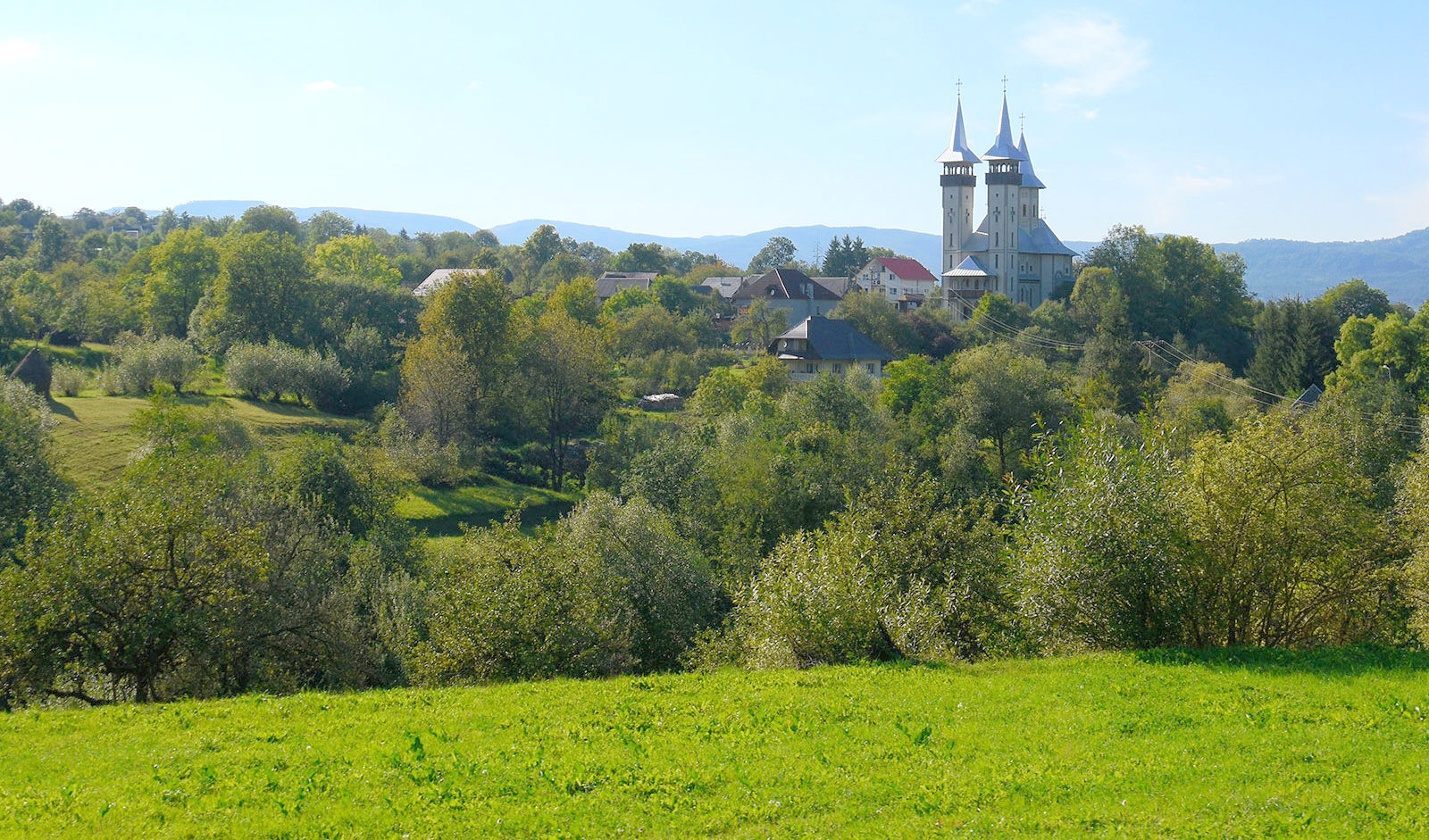
Vedere generală a satului Breb
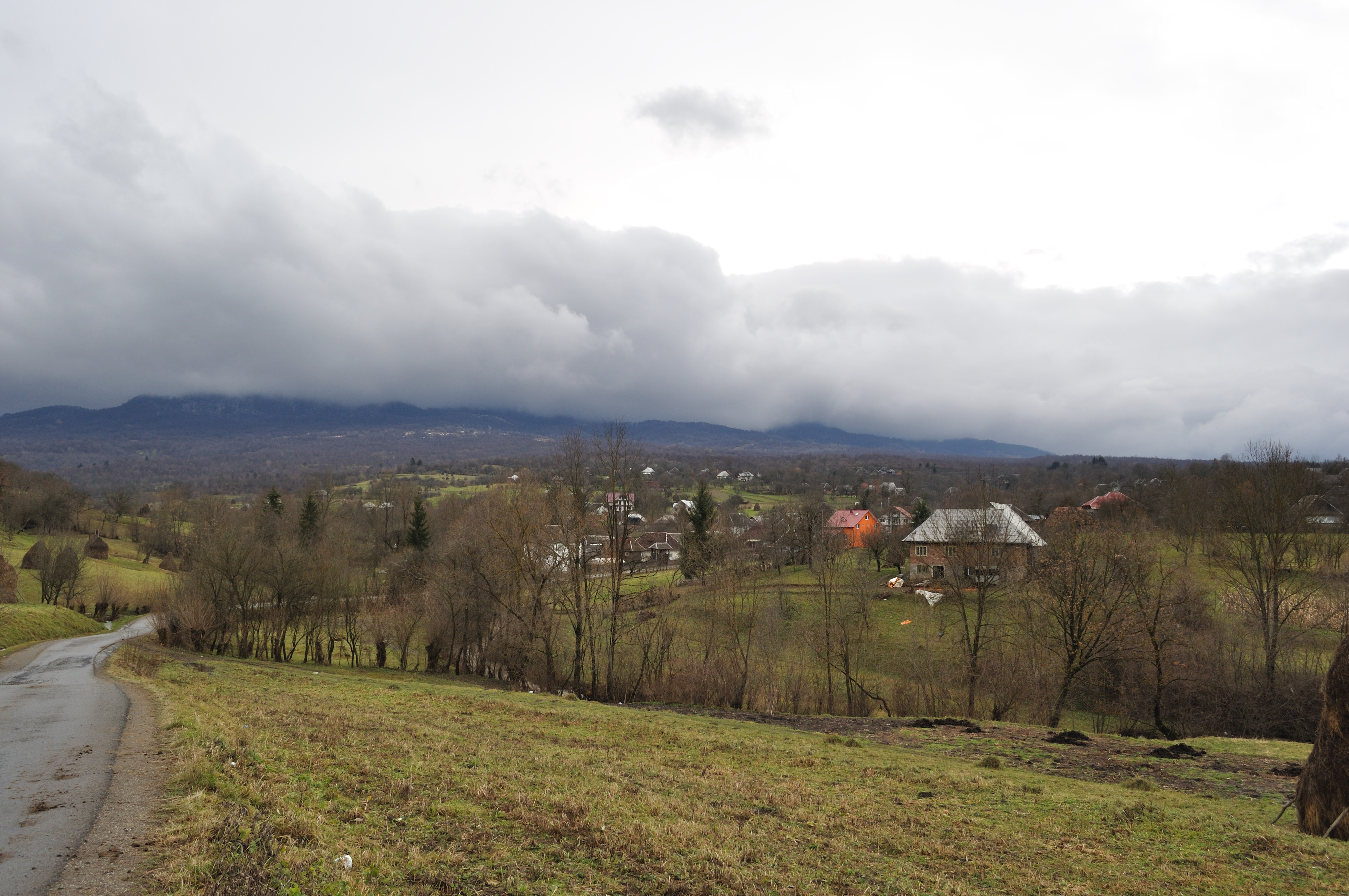
Panorama satului
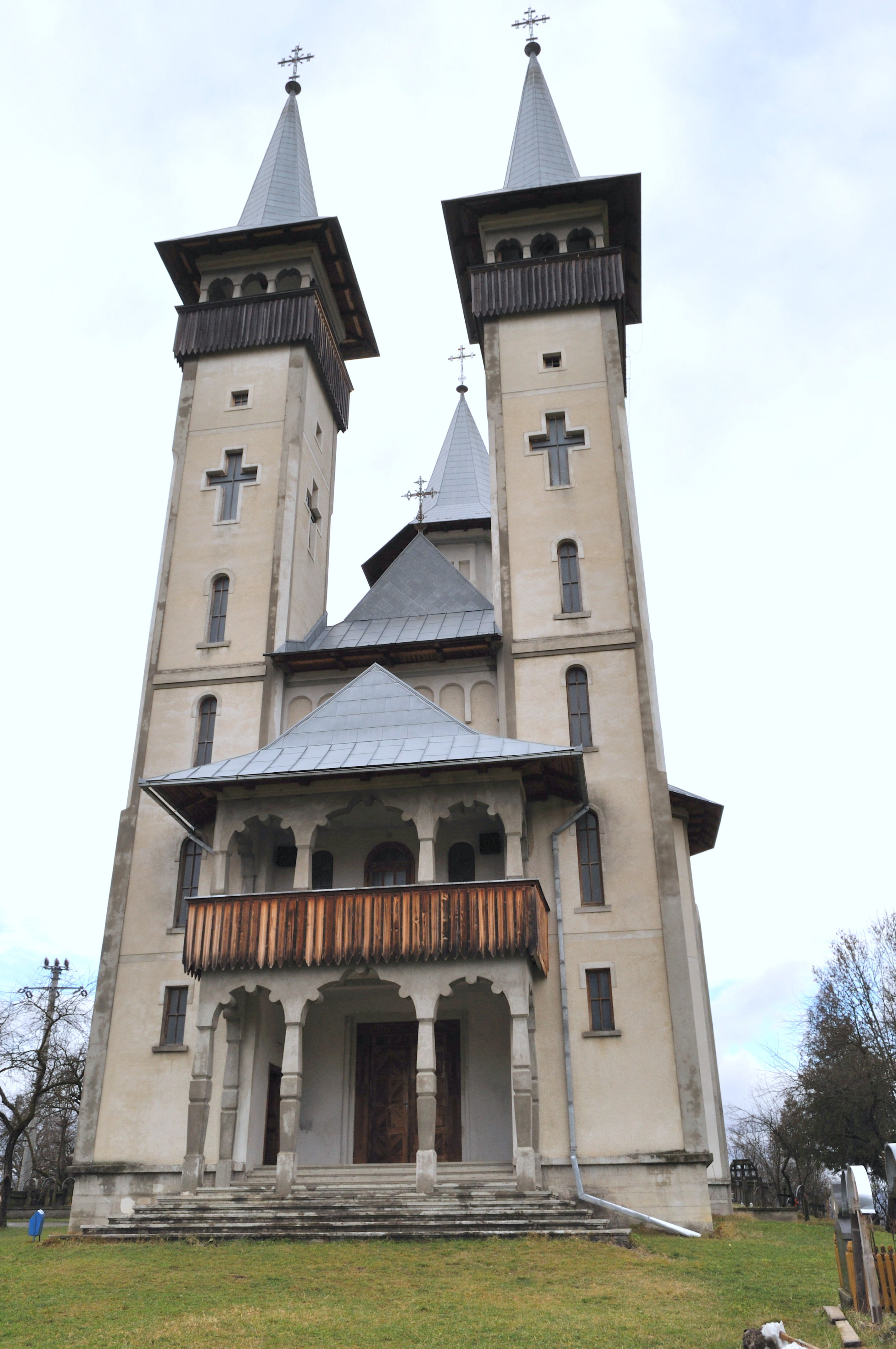
Biserica ortodoxă „Sfânta Treime” (1981)
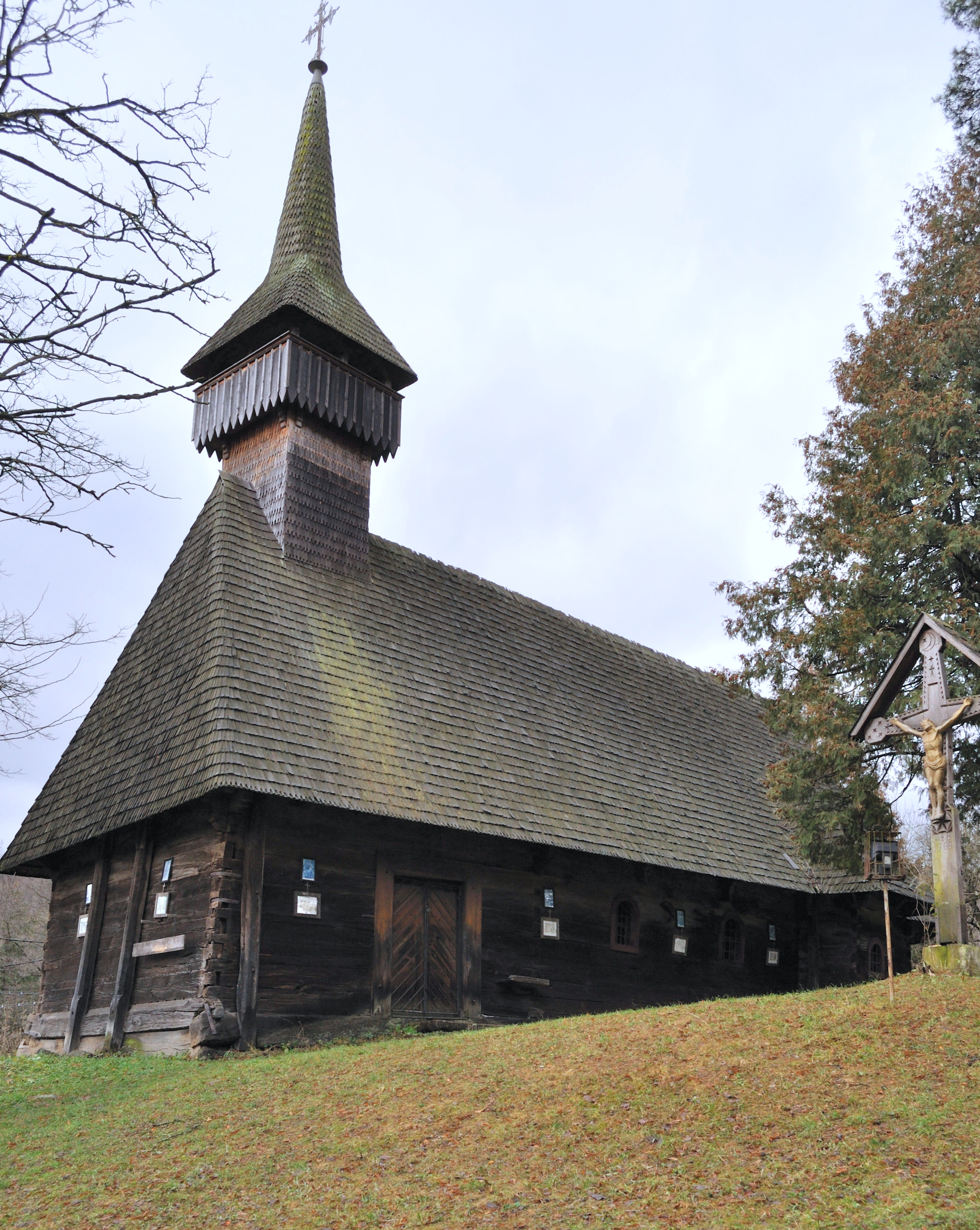
Biserica de lemn „Sfinții Arhangheli” (1531)